# Hololepta striatidera
Hololepta striatidera är en skalbaggsart som beskrevs av Sylvain Auguste de Marseul 1853. Hololepta striatidera ingår i släktet Hololepta och familjen stumpbaggar. Inga underarter finns listade i Catalogue of Life.